# Laurent De Backer
Laurent De Backer (Zottegem, 29 december 1935 - Aalst, 11 september 2015) was een Belgische sportbestuurder. Hij was voorzitter van de Koninklijke Belgische Wielrijdersbond (KBWB) van 1997 tot 2010.

## Carrière
De Backer werd in 1966 lid van de raad van bestuur van de KBWB. Van 1982 tot 1997 was hij ondervoorzitter en van 1997 tot 2010 voorzitter.
Daarnaast was De Backer van 1982 tot 1989 ook voorzitter van de Sporttechnische Commissie van de KBWB.
Van 1982 tot 1991 was hij lid van het uitvoerend comité van de Fédération Internationale de Cyclisme Professionnel (FICP). Van 1992 tot 2001 was De Backer ondervoorzitter en lid van het hoofdbestuur van de Internationale Wielerunie UCI. Tussen 1993 en 2001 was hij eveneens voorzitter van de veldritcommissie van de UCI. In 1999 werd hij Zottegems ereburger en ridder in de Orde van Sotto.
In 2010 werd Laurent De Backer als voorzitter van de KBWB opgevolgd door Tom Van Damme.